# Platkopkwiekwie
De platkopkwiekwie (Callichthys callichthys) is een van de drie soorten vis, naast de soké-kwiekwie Hoplosternum littorale en de katrina-kwiekwie Megalechis thoracata, die wel kwikwi wordt genoemd in Suriname. Het is een straalvinnige vissensoort uit de familie van de pantsermeervallen (Callichthyidae). De wetenschappelijke naam van de soort is gepubliceerd in 1758 door Linnaeus in de tiende editie van Systema naturae.
In Suriname wordt het dier onder meer in de mangrovemoerassen van het kustgebied aangetroffen.
De vis wordt gebruikt voor kwikwi, een visgerecht uit de Surinaamse keuken.